# Gran Premi de Mònaco del 1984
Resultats del Gran Premi de Mònaco de Fórmula 1 de la temporada 1984, disputat al circuit urbà de Montecarlo el 3 de juny del 1984.

## Resultats de la cursa
| Pos | No | Pilot              | Equip               | Voltes | Temps/ Retir.  | Pos. de sort. | Punts |
| --- | -- | ------------------ | ------------------- | ------ | -------------- | ------------- | ----- |
| 1   | 7  | Alain Prost        | McLaren - TAG       | 31     | 1h 01' 07. 740 | 1             | 4.5   |
| 2   | 19 | Ayrton Senna       | Toleman - Hart      | 31     | + 7.446 s      | 13            | 3     |
| 3   | 28 | René Arnoux        | Ferrari             | 31     | + 29.077 s     | 3             | 2     |
| 4   | 6  | Keke Rosberg       | Williams - Honda    | 31     | + 35.246 s     | 10            | 1.5   |
| 5   | 11 | Elio de Angelis    | Lotus - Renault     | 31     | + 44.439 s     | 11            | 1     |
| 6   | 27 | Michele Alboreto   | Ferrari             | 30     | + 1 Volta      | 4             | 0.5   |
| 7   | 24 | Piercarlo Ghinzani | Osella - Alfa Romeo | 30     | + 1 Volta      | 19            |       |
| 8   | 5  | Jacques Laffite    | Williams - Honda    | 30     | + 1 Volta      | 16            |       |
| DSQ | 4  | Stefan Bellof      | Tyrrell - Ford      | 31     | Desqualificat  | 20            |       |
| Ret | 22 | Riccardo Patrese   | Alfa Romeo          | 24     | Direcció       | 14            |       |
| Ret | 8  | Niki Lauda         | McLaren - TAG       | 23     | Virolla        | 8             |       |
| Ret | 14 | Manfred Winkelhock | ATS- BMW            | 22     | Virolla        | 12            |       |
| Ret | 12 | Nigel Mansell      | Lotus - Renault     | 15     | Virolla        | 2             |       |
| Ret | 1  | Nelson Piquet      | Brabham - BMW       | 14     | Part elèctrica | 9             |       |
| Ret | 25 | Francois Hesnault  | Ligier - Renault    | 12     | Part elèctrica | 17            |       |
| Ret | 2  | Corrado Fabi       | Brabham - BMW       | 9      | Part elèctrica | 15            |       |
| Ret | 20 | Johnny Cecotto     | Toleman - Hart      | 1      | Virolla        | 18            |       |
| Ret | 16 | Derek Warwick      | Renault             | 0      | Col·lisió      | 5             |       |
| Ret | 15 | Patrick Tambay     | Renault             | 0      | Col·lisió      | 6             |       |
| Ret | 26 | Andrea de Cesaris  | Ligier - Renault    | 0      | Accident       | 7             |       |
| NVQ | 17 | Marc Surer         | Arrows - Ford       |        |                |               |       |
| NVQ | 3  | Martin Brundle     | Tyrrell - Ford      |        |                |               |       |
| NVQ | 23 | Eddie Cheever      | Alfa Romeo          |        |                |               |       |
| NVQ | 18 | Thierry Boutsen    | Arrows - BMW        |        |                |               |       |
| NVQ | 10 | Jonathan Palmer    | RAM - Hart          |        |                |               |       |
| NVQ | 21 | Mauro Baldi        | Spirit - Hart       |        |                |               |       |
| NVQ | 9  | Philippe Alliot    | RAM - Hart          |        |                |               |       |

## Altres
- Pole: Alain Prost 1' 22. 661
- Volta ràpida: Ayrton Senna 1' 54. 334 (a la volta 24)